# Jordan Teze
Jordan Teze (Groninga, 30 de septiembre de 1999) es un futbolista neerlandés que juega en la demarcación de defensa para el A. S. Monaco F. C. de la Ligue 1.

## Trayectoria
Tras empezar a formarse como futbolista con las filas inferiores del PSV Eindhoven, finalmente en 2017 ascendió al segundo equipo. Hizo su debut el 20 de octubre de 2017 contra el RKC Waalwijk. En 2018 subió al primer equipo, haciendo su debut el 25 de agosto contra el PEC Zwolle en la Eredivisie.
Con el equipo de Eindhoven jugó 189 partidos, en los que marcó cuatro goles, y ganó seis títulos antes de ser traspasado en agosto de 2024 al A. S. Monaco F. C.

## Selección nacional
El 8 de junio de 2022 debutó con la selección de los Países Bajos en un encuentro de la Liga de Naciones de la UEFA 2022-23 ante Gales que ganaron por uno a dos.

## Estadísticas

### Clubes
Actualizado al último partido disputado el 17 de mayo de 2025.
| Club                         | Div.          | Temporada     | Liga  | Liga  | Copas nacionales | Copas nacionales | Copas internacionales | Copas internacionales | Total | Total |
| Club                         | Div.          | Temporada     | Part. | Goles | Part.            | Goles            | Part.                 | Goles                 | Part. | Goles |
| ---------------------------- | ------------- | ------------- | ----- | ----- | ---------------- | ---------------- | --------------------- | --------------------- | ----- | ----- |
| Jong PSV · Países Bajos      | 2.ª           | 2017-18       | 16    | 1     | ―                | ―                | ―                     | ―                     | 16    | 1     |
| Jong PSV · Países Bajos      | 2.ª           | 2018-19       | 18    | 3     | ―                | ―                | ―                     | ―                     | 18    | 3     |
| Jong PSV · Países Bajos      | 2.ª           | 2019-20       | 11    | 0     | ―                | ―                | ―                     | ―                     | 11    | 0     |
| Jong PSV · Países Bajos      | Total club    | Total club    | 45    | 4     | 0                | 0                | 0                     | 0                     | 45    | 4     |
| PSV Eindhoven · Países Bajos | 1.ª           | 2018-19       | 1     | 0     | 1                | 0                | 0                     | 0                     | 2     | 0     |
| PSV Eindhoven · Países Bajos | 1.ª           | 2019-20       | 2     | 0     | 0                | 0                | 1                     | 0                     | 3     | 0     |
| PSV Eindhoven · Países Bajos | 1.ª           | 2020-21       | 33    | 0     | 3                | 0                | 9                     | 0                     | 45    | 0     |
| PSV Eindhoven · Países Bajos | 1.ª           | 2021-22       | 29    | 1     | 5                | 0                | 14                    | 0                     | 48    | 1     |
| PSV Eindhoven · Países Bajos | 1.ª           | 2022-23       | 27    | 1     | 5                | 0                | 11                    | 0                     | 43    | 1     |
| PSV Eindhoven · Países Bajos | 1.ª           | 2023-24       | 30    | 2     | 3                | 0                | 12                    | 1                     | 45    | 3     |
| PSV Eindhoven · Países Bajos | 1.ª           | 2024-25       | 2     | 0     | 1                | 0                | —                     | —                     | 3     | 0     |
| PSV Eindhoven · Países Bajos | Total club    | Total club    | 124   | 4     | 18               | 0                | 47                    | 1                     | 189   | 5     |
| A. S. Monaco F. C. Francia   | 1.ª           | 2024-25       | 16    | 1     | 3                | 1                | 3                     | 0                     | 22    | 2     |
| A. S. Monaco F. C. Francia   | Total club    | Total club    | 16    | 1     | 3                | 1                | 3                     | 0                     | 22    | 2     |
| Total carrera                | Total carrera | Total carrera | 185   | 9     | 21               | 1                | 50                    | 1                     | 256   | 11    |

## Palmarés

### Títulos nacionales
| Título                        | Club          | País         | Año  |
| ----------------------------- | ------------- | ------------ | ---- |
| Supercopa de los Países Bajos | PSV Eindhoven | Países Bajos | 2021 |
| Copa de los Países Bajos      | PSV Eindhoven | Países Bajos | 2022 |
| Supercopa de los Países Bajos | PSV Eindhoven | Países Bajos | 2022 |
| Copa de los Países Bajos      | PSV Eindhoven | Países Bajos | 2023 |
| Supercopa de los Países Bajos | PSV Eindhoven | Países Bajos | 2023 |
| Eredivisie                    | PSV Eindhoven | Países Bajos | 2024 |